# ويليام باروس
ويليام باروس بيريرا (بالإنجليزية: Uilliam Barros Pereira)، (مواليد 11 أكتوبر 1994، البرازيل) هو لاعب كرة قدم برازيلي محترف، يلعب كمهاجم في الدوري الأول الإندونيسي لصالح نادي برسيب باندونغ.

## المسيرة الكروية
كان لاعبا شابا في نادي فورتاليزا، ثم انضم إلى ألتوس في موسم 2016.  في مارس 2017، وقّع ويليام عقدًا مع نادي سامبايو كوريا حتى نهاية موسم 2018. قدّم موسمًا جيدًا مع نادي سامبايو كوريا في 2017-2018، مساهمًا بـ 13 هدفًا في 56 مباراة في جميع المنافسات. كما انضم أيضا إلى العديد من النوادي منها نادي فيروفياريا.
في 23 فبراير 2021، وقّع ويليام عقدًا مع نادي كريسيوما.  في الدوري البرازيلي الدرجة الثالثة، لعب ويليام 77 دقيقة في ست مباريات.

## برسيب باندونغ
في 27 يونيو 2025، أعلن برسيب باندونغ عن التعاقد مع ويليام بعقد لمدة عامين. في السابق، انتقل ويليام إلى السعودية، وانضم إلى نادي الساحل ونادي الحزم ونادي الخلود منذ عام 2022 إلى عام 2023، إلى أن غادر أخيرًا إلى الدوري الكويتي للانضمام إلى نادي الفحيحيل حتى نهاية موسم 2024-25.

## روابط خارجية
- ويليام باروس على موقع سكورواي
- ويليام باروس